# Verva ActiveJet Pro Cycling Team
Das Verva ActiveJet Pro Cycling Team war ein polnisches Radsportteam mit Sitz in Otomin.
Die Mannschaft wurde 2014 gegründet und nahm als Continental Team an den UCI Continental Circuits teil. 2016 hatte die Mannschaft eine Lizenz als Professional Continental Team. Manager war Piotr Bieliński, der von dem Sportlichen Leiter Piotr Kosmala unterstützt wurde. Das Team wurde nach Ablauf der Saison 2016 aufgelöst.

## Saison 2016

### Erfolge in der UCI Europe Tour
In den Rennen der UCI Europe Tour Saison 2016 der UCI Europe Tour gelangen die nachstehenden Erfolge.
| Datum      | Rennen                                      | Kat. | Fahrer          |
| ---------- | ------------------------------------------- | ---- | --------------- |
| 8. Mai     | 3. Etappe CCC Tour-Grody Piastowskie        | 2.2  | Jiri Polnicky   |
| 29. Juni   | 1. Etappe Course de la Solidarité Olympique | 2.2  | Pawel Franczak  |
| 27. Juli   | Prolog Dookoła Mazowsza (EZF)               | 2.2  | Adrian Banaszek |
| 13. August | Memoriał Henryka Łasaka                     | 1.2  | Pawel Franczak  |

### Zugänge – Abgänge
| Zugänge               | Team 2015               | Abgänge           | Team 2016                   |
| --------------------- | ----------------------- | ----------------- | --------------------------- |
| Stanislaw Aniolkowski | Neoprofi                | Arkadiusz Owsian  |                             |
| Jiří Polnický         | Bauknecht-Author        | David Muntaner    |                             |
| Adrian Banaszek       | Kolss-BDC Team          | Jesus Ezquerra    | Clube de Ciclismo de Tavira |
| Paweł Cieślik         | Bauknecht-Author        | Mario Gonzalez    | Clube de Ciclismo de Tavira |
| Jordi Simón           | Team Ecuador            | Konrad Dabrowski  |                             |
| Jonas Koch            | rad-net Rose Team       | Tomasz Mickiewicz |                             |
| Karel Hník            | Cult Energy Pro Cycling | Pawel Brylowski   |                             |
| Paweł Charucki        | Domin Sport             |                   |                             |
| Adam Stachowiak       | Kolss-BDC Team          |                   |                             |
| Norbert Banaszek      | Neoprofi                |                   |                             |
| Daniel Staniszewski   | Neoprofi                |                   |                             |

### Mannschaft
| Teamkader 2016                            | Teamkader 2016     | Teamkader 2016 | Teamkader 2016          |
| Name                                      | Geburtsdatum       | Land           | Vorheriges Team         |
| ----------------------------------------- | ------------------ | -------------- | ----------------------- |
| Stanisław Aniołkowski                     | 20. Januar 1997    | Polen          |                         |
| Adrian Banaszek                           | 21. Oktober 1993   | Polen          | Kolss-BDC (2015)        |
| Norbert Banaszek                          | 18. Juni 1997      | Polen          |                         |
| Paweł Bernas                              | 24. Mai 1990       | Polen          | BDC Marcpol (2014)      |
| Łukasz Bodnar                             | 10. Mai 1982       | Polen          | Bank BGŻ (2013)         |
| Paweł Charucki                            | 14. Oktober 1988   | Polen          | Domin Sport (2015)      |
| Paweł Cieślik                             | 12. April 1986     | Polen          | Whirlpool-Author (2015) |
| Paweł Franczak                            | 7. Oktober 1991    | Polen          |                         |
| Kamil Gradek                              | 17. September 1990 | Polen          | BDC Marcpol (2014)      |
| Karel Hník                                | 8. August 1991     | Tschechien     | Cult Energy (2015)      |
| Jonas Koch                                | 25. Juni 1993      | Deutschland    | Rad-net Rose (2015)     |
| Michał Podlaski                           | 3. Mai 1988        | Polen          | Bank BGŻ (2013)         |
| Jiří Polnický                             | 16. Dezember 1989  | Tschechien     | Whirlpool-Author (2015) |
| Jordi Simón                               | 6. September 1990  | Spanien        | Team Ecuador (2015)     |
| Adam Stachowiak                           | 10. Juni 1989      | Polen          | Kolss-BDC (2015)        |
| Daniel Staniszewski                       | 5. Mai 1997        | Polen          |                         |
|                                           |                    |                |                         |
| Quellen: ProCyclingStats Cycling Archives |                    |                |                         |

## Platzierungen in UCI-Ranglisten
UCI Europe Tour
| Saison | Mannschaftswertung | Fahrerwertung         |
| ------ | ------------------ | --------------------- |
| 2014   | 46.                | Paweł Franczak (108.) |
| 2015   | 31.                | Paweł Bernas (46.)    |
| 2016   | 24.                | Paweł Franczak (144.) |